# Elfreth’s Alley

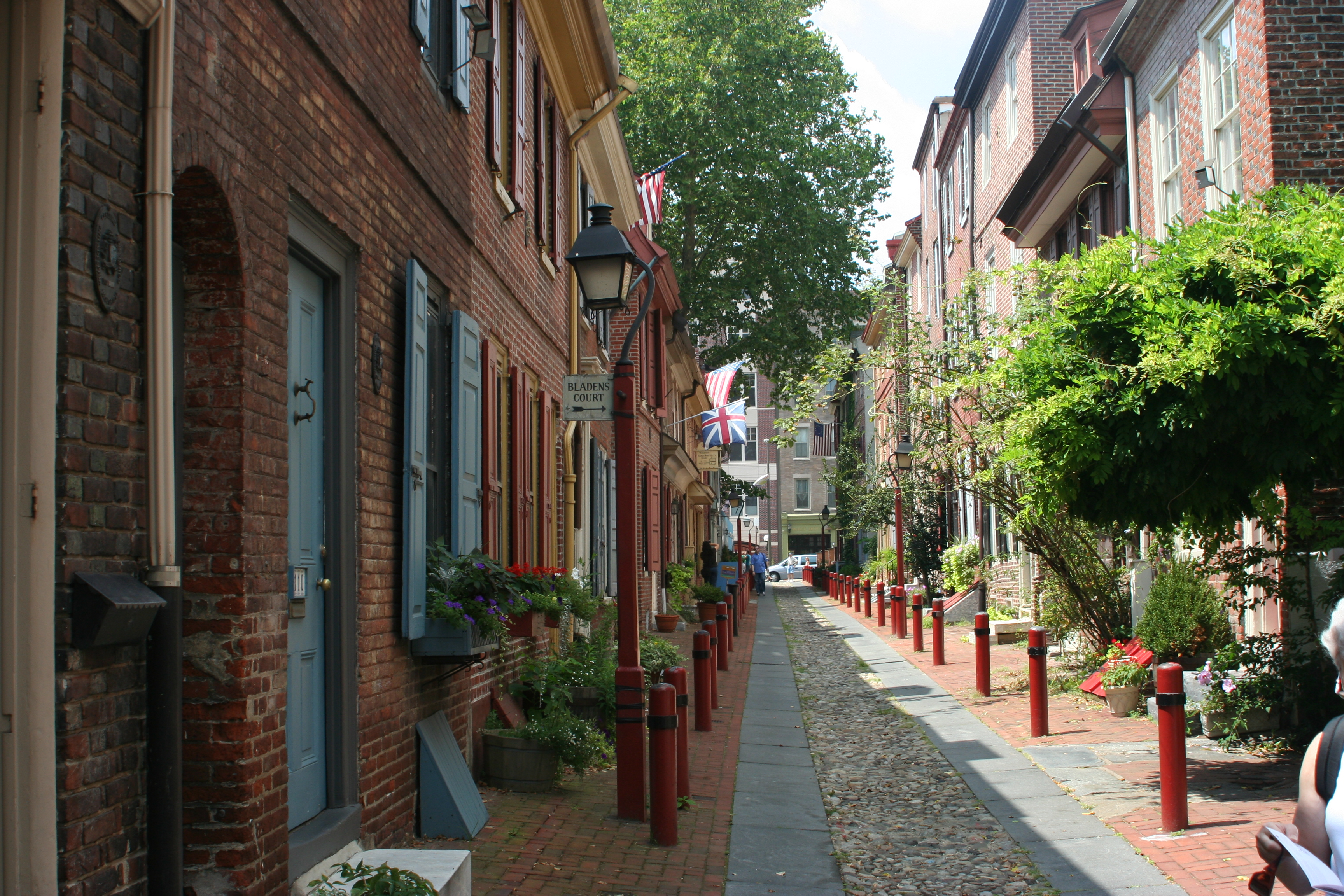
Die Gasse

Die Elfreth’s Alley ist eine historische Straße in der Altstadt von Philadelphia aus dem Jahr 1703. Die Straße hat 32 Häuser, die zwischen 1720 und 1836 gebaut wurden. Das Elfreth’s Alley Museum befindet sich in der Hausnummer 124 und 126.
Die Straße ist ein National Historic Landmark und verläuft von der North Front Street bis zur North 2nd Street, parallel zur Arch und Quarry Street.

## Geschichte
Die Elfreth’s Alley ist nach Jeremiah Elfreth benannt, einem Schmied und Immobilienbesitzer aus dem 18. Jahrhundert. Zu den Bewohnern der Gasse gehörten Handwerker und ihre Familien, darunter Schiffsbauer, Silber- und Zinnschmiede, Glasbläser und Möbelbauer. In den 1770er Jahren wurde ein Drittel der Haushalte von Frauen geführt. Die Häuser im georgianischen und Federal Style und das Kopfsteinpflaster der Gasse waren zu dieser Zeit in Philadelphia üblich. Die Häuser sind in der Regel klein, und viele von ihnen sind typisch für die Trinity-Häuser in Philadelphia.
Um die Jahrhundertwende zum 20. Jahrhundert begann die Industrie, die Straße zu verändern. Die erste Veränderung war wahrscheinlich eine Ofenfabrik, die 1868 ihren Platz in einer Reihe von Wohnhäusern einnahm. Später war die Elfreth’s Alley von Fabriken umgeben. Das Hafengebiet der Stadt war nur ein paar Blocks entfernt. Es zogen Einwanderer in die Gasse, die von den nahe gelegenen Arbeitsplätzen angelockt wurden. Im Jahr 1900 war das Viertel mehrheitlich irisch.
Im Jahr 1934 wurde die Elfreth’s Alley Association (EAA) gegründet, um die historischen Strukturen der Gasse zu erhalten und die Geschichte der Straße zu interpretieren. Die EAA trug dazu bei, die Straße vor dem Abriss zu bewahren, und setzte sich bei der Stadt dafür ein, dass die Gasse wieder den Namen Elfreth’s Alley erhielt; sie war Jahre zuvor im Rahmen eines Programms zur Vereinfachung der Straßennamen als 100er-Block der Cherry Street bezeichnet worden.
Die Elfreth’s Alley ist heute das Ergebnis von Stadterneuerung und Verfall sowie von Bemühungen um die Denkmalpflege. Die Gasse ist eine Touristenattraktion und ein selten erhaltenes Beispiel für eine Arbeiterwohnung aus dem 18. Jahrhundert. Der Ort steht in scharfem Kontrast zu den häufiger erhaltenen großen Herrenhäusern in Philadelphias Stadtteil Society Hill.

## Museum

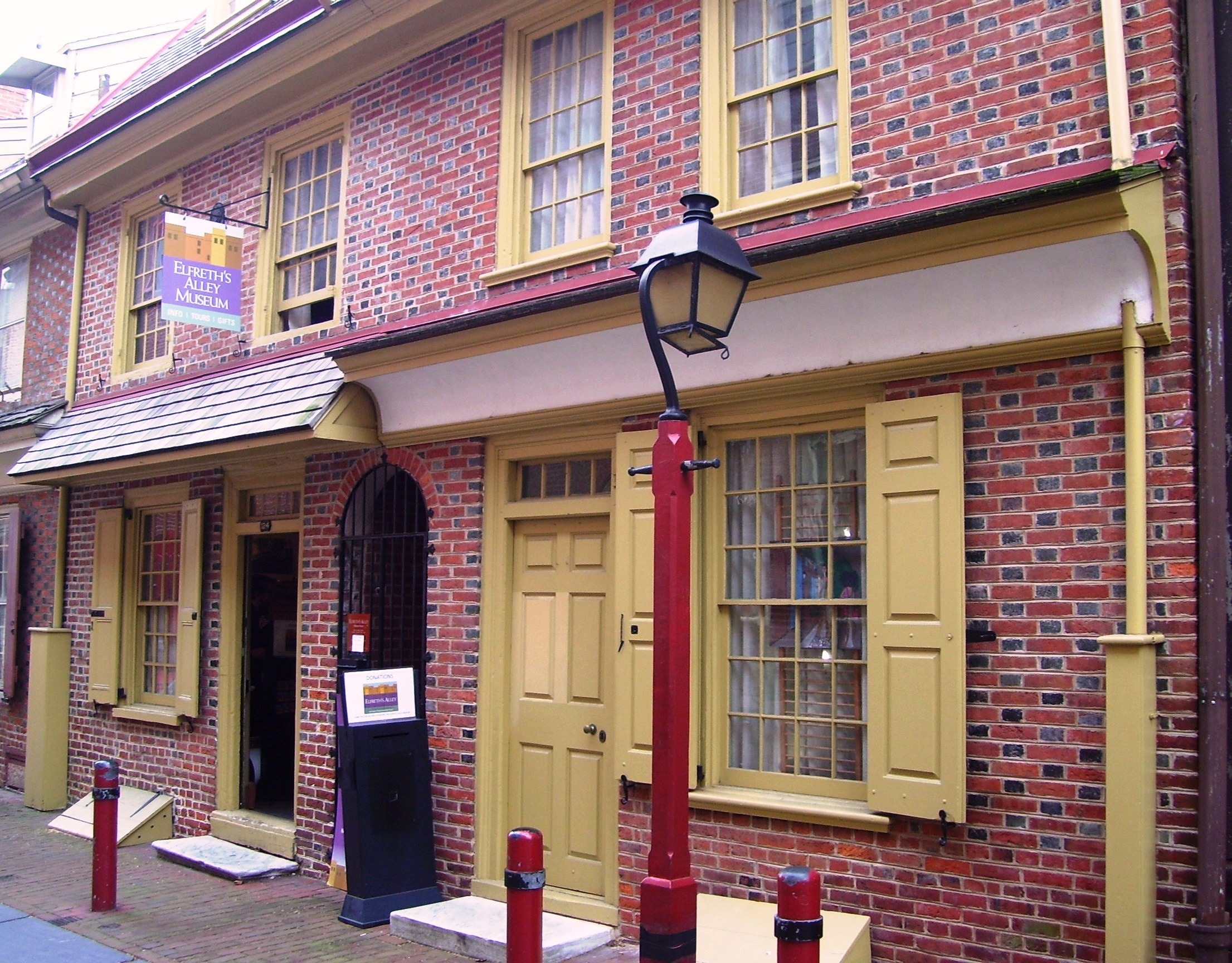
Elfreth’s Alley Museum

Das Elfreth’s Alley Museum, das sich in der Hausnummer 124–126 befindet, bewahrt das Haus eines Schneiderehepaars aus dem 18. Jahrhundert. Das Haus wurde so restauriert, wie es in der Kolonialzeit aussah. Die Ausstellungsstücke im Haus und die Fremdenführer erläutern das Leben der Bewohner des Hauses und der Gasse in dieser Zeit. Die Fremdenführer erzählen auch von anderen Häusern in der Gasse und ihren Bewohnern.

## Veranstaltungen
Der Verein Elfreth’s Alley Association veranstaltet jedes Jahr mehrere Feste, deren Erlös für die Instandhaltung und Restaurierung älterer Häuser genutzt wird.
Seit mehr als siebzig Jahren wird in der Elfreth’s Alley Anfang Juni der „Fête Day“ gefeiert, mit dem das vielfältige ethnische Erbe der Gasse gewürdigt wird. Die Anwohner öffnen ihre Privathäuser für die Öffentlichkeit und werden von historischen Darbietungen und Festivitäten begleitet. Die Brandywine Heights High School Band und ihr Fife and Drum Corps spielen bei ihrer Parade durch die Allee Pfeifentöne aus dem 18. Jahrhundert.
Um das Jahr 2000 herum begann Elfreth’s Alley mit der Veranstaltung „Deck the Alley“, die jedes Jahr Anfang Dezember stattfindet. Dabei handelt es sich um eine selbstgeführte Tour durch dreizehn Privathäuser, die mit Weihnachts- und Festtagsdekorationen geschmückt sind, und zu der auch Weihnachtslieder gesungen werden.
In der Gasse finden auch Veranstaltungen zum Unabhängigkeitstag, während des Oktoberfests und zu Halloween statt.